# بيوس ميشو
بيوس ميشو هو سياسي كندي، ولد في 28 أغسطس 1870 في كندا، وتوفي في 5 يوليو 1956. حزبياً، نشط في الحزب الليبرالي الكندي. وقد انتخب عضو مجلس العموم الكندي.